# De Amerikaan
De Amerikaan is een roman geschreven door auteur, uitgever, journalist en docent Gerrit Brand en werd in 2019 uitgegeven door uitgeverij Nobelman.

## Achtergrond
De Amerikaan, het vierde boek van Gerrit Brand, werd 35 jaar na het maken van het manuscript uitgegeven. De schrijver heeft dit nog op een ouderwetse typemachine geschreven, maar destijds niet helemaal afgemaakt. Toen hij het manuscript jaren later tijdens een verhuizing weer tegenkwam, was hij eigenlijk wel tevreden met het verhaal. Dit leidde ertoe dat het boek herschreven werd met de schrijfkennis die Brand op dat moment bezat. Het boek is uitgegeven vijftig jaar na de tijd dat de roman zich afspeelt.
De titel verwijst naar de Amerikaan, een auto. De Amerikaan is een caleidoscopische roman.

## Samenvatting
De roman speelt zich af in het jaar 1969. Gerard van Zandt is deelnemer bij het jaarlijkse Concours Hippique en ontmoet daar Carmen. Zij is een vrouw afkomstig van het woonwagenkamp die naar de boerderij van Gerard komt en zijn leven op de kop zet. Hij komt voor een keuze te staan: samen met Carmen gek doen of terug naar af en een gewoon boerenleven leiden. Ook het dorp ontkomt niet aan de veranderende maatschappij. De grimmige buitenwereld dringt zich op bij het dorp als er een autoweg wordt aangelegd, en de oude vaart overbodig wordt verklaard. Jeugdige leraar Nederlands Henry Maartens vindt van niet en begint een actiegroep. De notabelen in het dorp moeten daar niks van hebben. Een drietal zakenlieden bepaalt de toon. Ze hebben burgemeester Croon in hun macht. Als een oude boerderij wordt omgebouwd tot seksclub nemen de ontwikkelingen onverkwikkelijke vormen aan.